# Carlo Cisventi
Carlo Cisventi (Garbagnate Milanese, 6 settembre 1929 – Milano, 21 maggio 1988) è stato un fotografo e fotoreporter italiano. È considerato "una delle figure di maggior rilievo nel fotogiornalismo italiano del secondo dopoguerra".

## Biografia
Cisventi iniziò l'attività di fotografo nel 1947 al seguito di Federico Patellani all'agenzia Pat Photo Pictures. Frequentò intensamente il vivace ambiente artistico e culturale del quartiere di Brera, frequentato allora da Ugo Mulas, Mario Dondero, Giulia Niccolai, Carlo Bavagnoli e Alfa Castaldi.
Ha pubblicato su numerosi periodici, esordendo nel 1954 con il fotoracconto "Cronache della bassa" su "Il Politecnico" con i testi di Emilio Tadini. Nei primi anni pubblicò per le riviste Vie Nuove e L'Espresso, per poi dedicarsi, nel biennio 1954-56, a foto-documentari per la rivista Cinema Nuovo. Fra le altre riviste con cui collaborò vi sono L'Illustrazione Italiana, Domus, Paris Match, Life, Tempo, Le Ore, L'Europeo. Tra i primi servizi si ricordano quelli sui fatti d'Ungheria del 1956 e sulle rivolte in Algeria (1958).
Formatosi a Milano, amico di Luciano Bianciardi, Carlo Cisventi collaborò con numerosi artisti. Fra le sue collaborazioni si ricordano nel 1961 la sezione sullo spettacolo per l'esposizione nazionale di Torino "Italia '61", una mostra di fotocollages per la Triennale di Milano nel 1964 insieme a Roberto Crippa, un film sperimentale con Hans Richter nel 1970.
Deceduto a Milano il 21 maggio 1988.

## Collocazione: neorealismo e fotogiornalismo sociale
Come fa notare la giornalista e nota esperta di critica fotografica Enrica Viganò, in un articolo della collega giornalista Samantha De Martin «[...] con la caduta del fascismo, il neorealismo si traduce nella forma dominante di espressione, la libertà artistica e il bisogno di ricostruire una nuova identità italiana a livello nazionale alimenta il fervore per la documentazione, per la testimonianza del quotidiano. La fotografia svolge così un ruolo essenziale nel tentativo di stabilire un'identità collettiva nell'Italia del dopoguerra». Per documentare, infatti, i molti volti dell'Italia come la ricostruzione, la ripresa, le rovine delle città bombardate e la miseria del dopoguerra, il fotografo si troverà a rivestire un ruolo essenziale come "giornalista" che documenta con la fotografia ciò che realmente vede e immortala. Una vera e propria "liberta" nel "denunciare" la "realtà" esistente, tutto quello che l'obiettivo del fotografo riesce a cogliere. Una "libertà" impensabile durante il precedente e deposto regime fascista.

## Fondo fotografico
Costituito in gran parte da negativi  di formato Leica e 6x6, il fondo fotografico del fotoreporter, denominato "Archivio Carlo Cisventi", è presso il Centro studi e archivio della comunicazione (CSAC) della Università di Parma dal 1989, ovvero un anno dopo la sua scomparsa e copre la produzione di reportage dall'anno 1949 al 1988. Esso è costituito da: 2032 serie di negativi 24x36 e 6x6 in contenitori originali, circa 6.000 stampe in bianco e nero, alcune decine di stampe a colori e infine 2250 diapositive. Nel dettaglio la consistenza del suo fondo è di : «64.151 negativi (con provini a contatto), 3.421 stampe, progetti per editoria, menabò, album di provini numerati che fungono da registro, pubblicazioni, due rubriche alfabetiche (pre e post 1972)».

## Mostre
- Roma, 2022, per la "Fotografia del Novecento" la mostra collettiva: Anni interessanti. Momenti di vita italiana 1960 - 1975 - dal 13/05/2022 al 16/10/2022 al Museo di Roma in Trastevere foto di Carlo Cisventi, Gianni Berengo Gardin, Pino Settanni e Caio Mario Garrubba[8][9]
- Brescia, 2019, collettiva dal tema: La rivoluzione silenziosa. Donne e lavoro nell’Italia che cambia, dal 3 maggio al 31 luglio, a cura di Tatiana Agliani al "Donna Brescia Photo Festival" - Ma.Co.f (Centro della fotografia italiana)[10]
- New York, 2018, collettiva dal tema The New Beginning for Italian Photography, 1945-1965, dal 13 settembre al 10 novembre al Grey Art Gallery, con la partecipazione del Metropolitan Museum of Art e la Galleria Howard Greenberg[11][12]
- Gorgonzola, 2012 - 2013, collettiva dal tema I Fotografi, dal 15 dicembre 2012 al 1 marzo 2013, Galleria M&D[13]
- Venezia, 2012, collettiva dal tema Echi neorealisti nella fotografia italiana del dopoguerra, una selezione di 63 immagini, dal 13 luglio al 30 settembre, Palazzo Grimani[14]
- New York, 1971, Museum of Modern Art (MoMA)[15][16]

## Opere
- Carlo Cisventi e Michele Ranchetti, L'altare d'oro di S. Ambrogio e la Pace di Ariberto : due capolavori di oreficeria milanese, Milano, Banca Popolare di Milano, 1955.
- Carlo Cisventi, Edicola. 20 marzo 1962. (Fotografia originale vintage), Milano, S.e.S.l., 1962.
- Alberto Moravia intervista Claudia Cardinale con fotografie di Carlo Cisventi, Chiara Samugheo, Franco Pinna e Tazio Secchiaroli, Claudia Cardinale. Dialogo e fotografie, Milano, Lerici editore, 1963.
- Carlo Cisventi, Snif, Segrate, Rizzoli, 1968.
- Carlo Cisventi, Museo d'Arte Moderna Fondazione Pagani, Legnano, Edizioni d'Arte Banca di Legnano, 1972.
- Carlo Cisventi, Huhsien - Pittori contadini della nuova Cina, Milano, Fratelli Fabbri Editori, 1974.